# Puig de sa Talaia
Der Puig de sa Talaia ist mit 192 Metern Höhe ein Berg der spanischen Baleareninsel Mallorca. 

## Lage und Beschreibung
Er liegt bei S’Horta im Gemeindegebiet von Felanitx, im Süden der Insel. 
Von Puig de sa Talaia hat man eine gute nach Süden bis zur Küste bei Cala d’Or.

## Ansichten

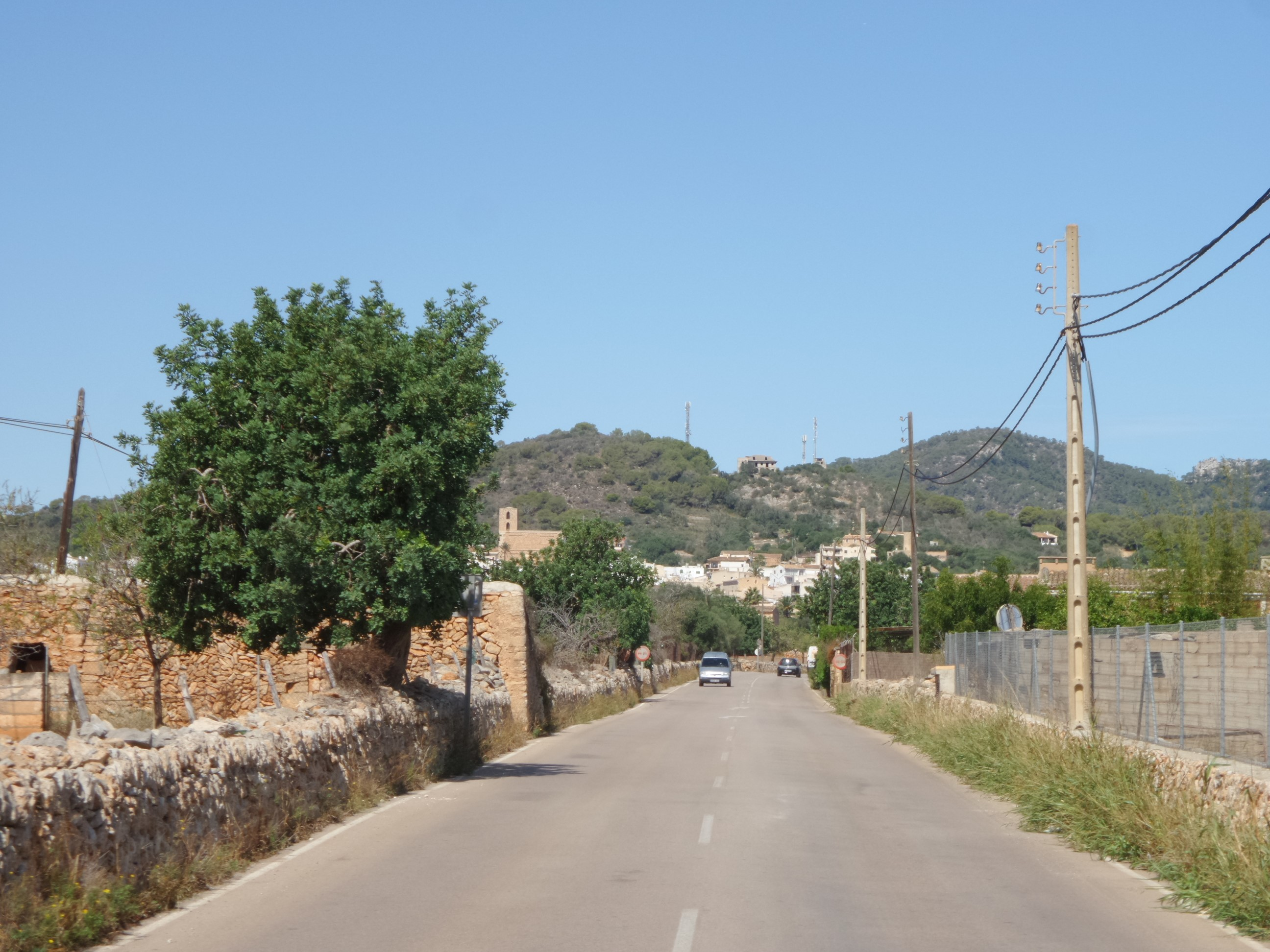
Blick von S’Horta zum Puig de sa Talaia (Bildhintergrund)
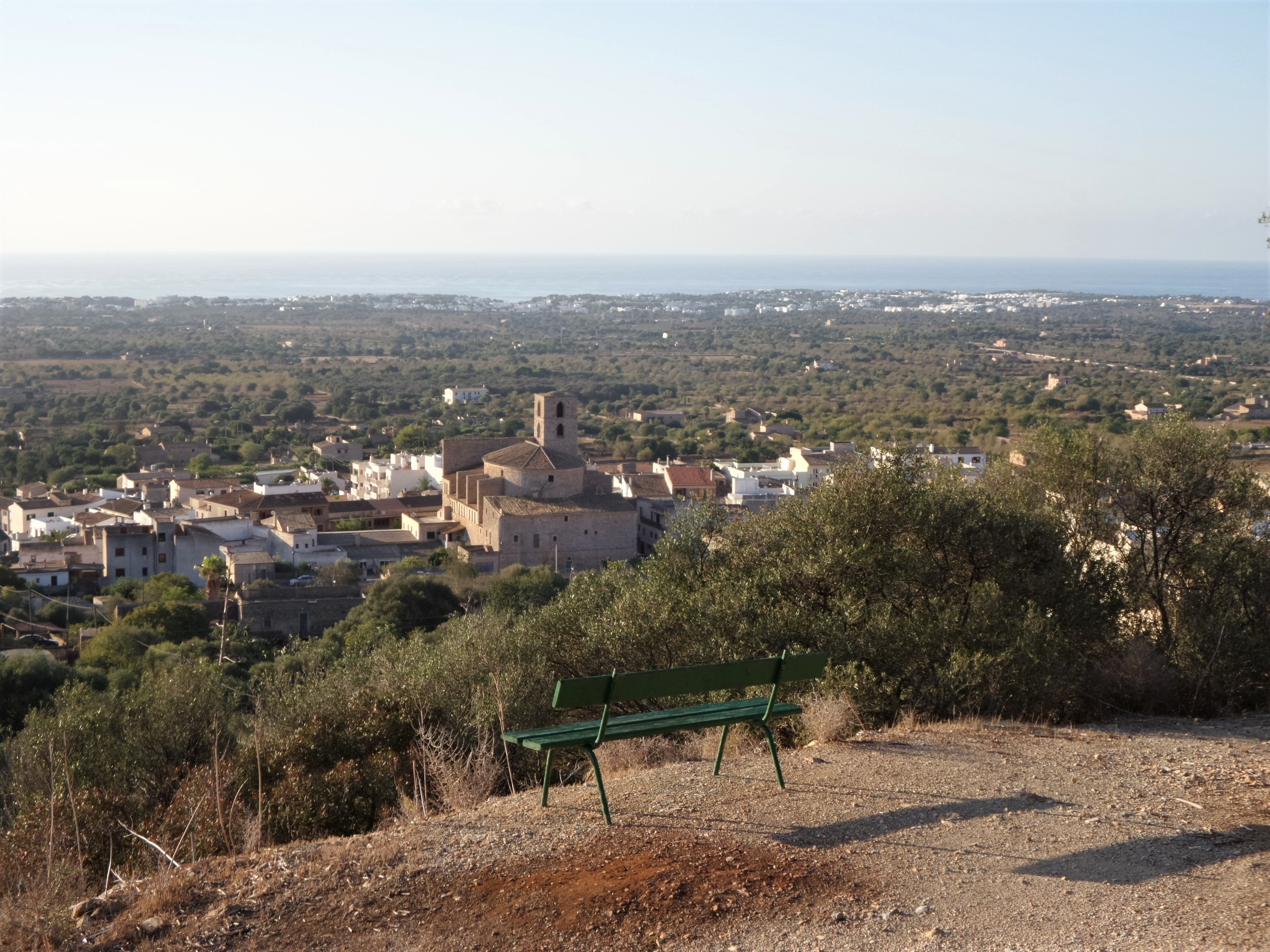
Blick auf S’Horta vom Puig de sa Talaia